# Југославија на Летњим олимпијским играма 1964.
Спортистима Југославије је ово били десето учешће на Летњим олимпијским играма. Југославија је на Олимпијским играма 1964. у Токију била заступљена са 76 учесника који су учествовали у 9 спортских дисциплина (атлетици, ватерполу, веслању, гимнастици, кајаку и кануу, кошарци, пливању, ватерполу, фудбалу).
Спортисти из Југославије су на овим играма освојили још пет медаља, две златне, једну сребрну и две бронзе. Златне медаље су освојене у рвању (Бранислав Симић) и гимнастици (Мирослав Церар).

### Освојене медаље на ЛОИ
| Освојене медаље југословенских спортиста на ЛОИ 1964. |            |       |        |        |        |
| Спортиста                                             | Спорт      | Злато | Сребро | Бронза | Укупно |
| Мирослав Церар                                        | Гимнастика | 1     | 0      | 1      | 2      |
| Бранислав Симић                                       | Рвање      | 1     | 0      | 0      | 1      |
| Ватерполо репрезентација                              | Ватерполо  | 0     | 1      | 0      | 1      |
| Бранислав Мартиновић                                  | Рвање      | 0     | 0      | 1      | 1      |
| Укупно                                                | 3          | 2     | 1      | 2      | 5      |

## Гимнастика
Спортиста — 6
На ове игре Југославија је послала укупно 6 гимнастичара и постигнути су следећи резултати:
- Вишебој екипно, мушкарци (18 екипа из 18 земаља)
  - 11. Југославија - 554.80[2]

- Вишебој појединачно, мушкарци (133 такмичара из 30 земаља)
  - 7. Мирослав Церар - 115.05
  - 57. Јанез Бродник - 110.00
  - 61. Алојз Петрович - 109.70
  - 65. мартин Шрот - 109.25
  - 80. Иван Чаклец - 108.30
  - 89. Ненад Видовић - 107.05

- Разбој, мушкарци (130 такмичара из 29 земаља)
  - 6. Мирослав Церар - 18.45

### Коњ са хватаљкама
У гимнастичким такмичењима, у дисциплини коњ са хватаљкама, је учествовало укупно 130 гимнастичара из 29 држава. Југославију је представљало шест такмичара. Свака гимнастичар се такмичио у две категорије: обавезног и слободног дела. Средња вредност од оцена које су даване од стране четири судија за две групе вежби је била сабрана и добијени скор је одређивао оцену за пласман (овај резултат је такође био коришћен у израчунавању оба такмичења за појединачне и тимске резултате).
Шест првопласираних из предтакмичења су ишли у финале и са собом су носили половину своје прелиминарне оцене која се додавала на резултат из финала и тиме се добијао коначни резултат сваког гимнастичара и одређивао крајњи пласман.
| Злато  | Мирослав Церар (YUG) | 9.725 (1.) | +9.800 (1.) | 19.525 |
| Сребро | Шуји Цуруми (JPN)    | 9.625 (3.) | +9.700 (2.) | 19.325 |
| Бронза | Јури Цапенко (URS)   | 9.550 (5.) | +9.650 (3.) | 19.200 |
| 45.    | Ненад Видовић (YUG)  | 9.20       | 9.10        | 18.30  |
| 59.    | Алојз Петрович (YUG) | 9.35       | 8.85        | 18.20  |
| 60.    | Иван Чаклец (YUG)    | 9.00       | 9.15        | 18.15  |
| 69.    | Јанез Бродник (YUG)  | 9.00       | 9.05        | 18.05  |
| 85.    | Мартин Шрот (YUG)    | 9.00       | 9.05        | 18.05  |

### Вратило
У гимнастичким такмичењима, у дисциплини вратило, је учествовало укупно 130 гимнастичара из 24 држава. Југославију је представљало шест такмичара. Свака гимнастичар се такмичио у две категорије: обавезног и слободног дела. Средња вредност од оцена које су даване од стране четири судија за две групе вежби је била сабрана и добијени скор је одређивао оцену за пласман (овај резултат је такође био коришћен у израчунавању оба такмичења за појединачне и тимске резултате).
Шест првопласираних из предтакмичења су ишли у финале и са собом су носили половину своје прелиминарне оцене која се додавала на резултат из финала и тиме се добијао коначни резултат сваког гимнастичара и одређивао крајњи пласман.
| Gold   | Борис Шалкин (URS)   | 9.775 (1.) | +9.850 (1.) | 19.625 |
| Silver | Јури Титов (URS)     | 9.750 (2.) | +9.800 (3.) | 19.550 |
| Bronze | Мирослав Церар (YUG) | 9.650 (5.) | +9.850 (1.) | 19.500 |
| 37.    | Јанез Бродник (YUG)  | 9.40       | 9.30        | 18.70  |
| 55.    | Мартин Шрот (YUG)    | 9.00       | 9.40        | 18.40  |
| 75.    | Алојз Петрович (YUG) | 8.75       | 9.25        | 18.00  |
| 80.    | Ненад Видовић (YUG)  | 9.30       | 8.40        | 17.70  |
| 85.    | Иван Чаклец (YUG)    | 8.50       | 9.10        | 17.60  |

## Рвање
Спортиста — 4

### Рвање, грчко-римски стил
На рвачком такмичењу је учествовало укупно 4 југословенских рвача. У категорији до 87 кг такмичило се 20 такмичара из 20 земаља, Југословенски представник Бранислав Симић је освојио златну медаљу. У категорији до 63 кг учествовало је 27 такмичара из 27 земаља, Југословенски представник Бранко Мартиновић је заузео треће место иза представника Мађарске и Совјетског Савеза. У категорији до 70 кг Стеван Хорват је у конкуренцији од 19 такмичара из 19 земаља заузео 5 место, а Петар Цуцућ је у категорији до 97 кг у конкуренцији од 19 такмичара из 19 земаља остао без пласмана, елиминисан је био у трећем кругу квалификација.
| Такмичар          | Категорија | Први круг                      | Други круг                      | Трећи круг                            | Четврти круг                     | Пети круг                                      | Финални круг                   | Финални круг                           | Место      |
| Такмичар          | Категорија | Противник Резултат             | Противник Резултат              | Противник Резултат                    | Противник Резултат               | Противник Резултат                             | Противник Резултат             | Противник Резултат                     | Место      |
| ----------------- | ---------- | ------------------------------ | ------------------------------- | ------------------------------------- | -------------------------------- | ---------------------------------------------- | ------------------------------ | -------------------------------------- | ---------- |
| Бранислав Симић   | До 87 кг   | Мађарска · Халоши · Поб. (2-0) | Аргентина · Графињо · Туш (2-0) | Финска · Пункари · Поб. (2-0)         | Слободан                         | Слободан                                       | Слободан                       | Совјетски Савез · Олејник · Нер. (1-1) |            |
| Бранко Мартиновић | До 63 кг   | Авганистан · Сајед · Туш (2-0) | Немачка · Штајдер · Нер. (1-1)  | Бугарска · Петров-Стојков · Туш (2-0) | Данска · Скиндструп · Поб. (2-0) | Сједињене Америчке Државе · Финли · Поб. (2-0) | Мађарска · Пољак · Б. Б. (0-2) | Совјетски Савез · Руруа · Б. Б. (0-2)  |            |
| Стеван Хорват     | До 70 кг   | Н. П.                          | Н. П.                           | Н. П.                                 | Н. П. - елиминисан               | Завршио такмичење                              | Завршио такмичење              | Завршио такмичење                      | 5.         |
| Петар Цуцић       | До 61 кг   | Н. П                           | Н. П.                           | Н. П. - елиминисан                    | Завршио такмичење                | Завршио такмичење                              | Завршио такмичење              | Завршио такмичење                      | Без пласм. |

## Ватерполо
Спортиста — 11
Квалификациона група Ц
| Југославија | 2 — 1 (1:1, 0:0, 0:0, 1:0) | САД |

| Југославија | 7 — 2 | Холандија |

| Југославија | 8 — 0 (3:0, 0:0, 4:0, 1:0) | Бразил |

Полуфинална рунда
| Југославија | 6 — 2 (2:0, 2:1, 1:0, 1:1) | Белгија |

| Југославија | 4 — 4 (3:0, 0:3, 1:0, 0:1) | Мађарска |

Финална рунда
| Југославија | 2 — 0 (0:0, 0:0, 2:0, 0:0) | СССР |

| Југославија | 2 — 1 (1:0, 1:0, 0:0, 0:1) | Италија |

Табела
| Екипа       | Бод | У | П | Н | И | Г+ | Г- |
| ----------- | --- | - | - | - | - | -- | -- |
| Мађарска    | 5   | 3 | 2 | 1 | 0 | 12 | 7  |
| Југославија | 5   | 3 | 2 | 1 | 0 | 8  | 5  |
| СССР        | 2   | 3 | 1 | 0 | 2 | 4  | 7  |
| Италија     | 0   | 3 | 0 | 0 | 3 | 2  | 7  |

Ватерполо репрезентација Мађарске је освојила златну медаљу испред ватерполо репрезентације Југославије захваљујући бољој гол разлици оствареној у завршној фази, финалној рунди, у коју су се квалификовале четири репрезентације. Мађарска је имала гол-разлику +5 а Југославија +3

## Фудбал
Спортиста — 16
Чланови олимпијске фудбалске репрезентације Југославије
- Иван Ћурковић, Мирсад Фазлагић, Светозар Вујовић, Рудолф Белин, Милан Чоп, Јован Миладиновић, Спасоје Самарџић, Славен Замбата, Иван Осим, Лазар Лемић, Драган Џајић, Лазар Радовић, Живорад Јевтић, Силвестер Такач, Маријан Брнчић, Јосип Пирмајер

У конкуренцији 13 земаља које су учествовале на олимпијском фудбалском турниру, Југославија је заузела шесто место. Југославија је играла у групи Б где је заузела друго место и квалификовала се у четвртфинале. У четвртфиналу који се играо по куп систему Југославија је изгубила од репрезентације Немачке и морала је да се задовољи утакмицама за пласман у утешној групи. У утешној групи је са једном победом, против Јапана и једном изгубљеном утакмицом против Румуније заузела шесто место у коначном пласману. Репрезентација Југославије је на пет утакмица постигла 14 голова а примила 12. Четири фудбалера су се уписала у листу стрелаца: Замбата (5), Осим (4), Белин (4) и Самарџић (1).

### Група Б
| 13. октобар 1964. 12:00     |             |           |                                                                       |
| Југославија                 | 3-1 (2:1)   | Мароко    | Јокохама, Стадион Мицузава Судија: Хусеин Имам (УАР) Гледалаца: 5.000 |
| Самарџић 8’ · Белин 12’ 59’ | (Репортажа) | Боачра 2’ | Јокохама, Стадион Мицузава Судија: Хусеин Имам (УАР) Гледалаца: 5.000 |

| 15. октобар 1964. 13:00                                  |             |                                             |                                                                    |
| Мађарска                                                 | 6-5 (5:4)   | Југославија                                 | Токио, Стадион ? Судија: Гениши Фукушима (Јапан) Гледалаца: 15.000 |
| Чернаји 5’ 11’, 44’ 63’ (п), · Фаркаш 18’ · Бене 25’ (п) | (Репортажа) | Осим 1’, 82’ · Белин 12’, 35’ · Замбата 31’ | Токио, Стадион ? Судија: Гениши Фукушима (Јапан) Гледалаца: 15.000 |

| Репрезентација | Ут. | П | Н | И | Г+ | Г- | Бодова |
| -------------- | --- | - | - | - | -- | -- | ------ |
| Мађарска       | 2   | 2 | 0 | 0 | 12 | 5  | 4      |
| Југославија    | 2   | 1 | 0 | 1 | 8  | 7  | 2      |
| Мароко         | 2   | 0 | 0 | 2 | 1  | 9  | 0      |
| Северна Кореја | 0   | 0 | 0 | 0 | 0  | 0  | 0      |

(Кореја је одустала од такмичења.)

### Четвртфинале
| 18. октобар 1964. 12:00 |             |             |                                                                    |
| Немачка                 | 1-0 (1:0)   | Југославија | Токио, Стадион ? Судија: Грег Де Силва (Малезија) Гледалаца: н. п. |
| Френцел 1’              | (Репортажа) |             | Токио, Стадион ? Судија: Грег Де Силва (Малезија) Гледалаца: н. п. |

## Прва утешна рунда
| 20. октобар 1964. 12:00                  |             |              |                                                                   |
| Југославија                              | 6-1 (4:0)   | Јапан        | Осака, Стадион Нагаји Судија: Хусеин Имам (УАР) Гледалаца: 20.000 |
| Замбата 3’, 5’, 43’, 63’ · Осим 28’, 60’ | (Репортажа) | Камамото 61’ | Осака, Стадион Нагаји Судија: Хусеин Имам (УАР) Гледалаца: 20.000 |

## Утешна група (утакмица за 5-6 место)
| 22. октобар 1964. 12:00                       |             |             |                                                                        |
| Румунија                                      | 3-0 (0:0)   | Југославија | Осака, Стадион Нагаји Судија: Иштван Жолт (Мађарска) Гледалаца: 10.000 |
| Павловићи 50’ · Паркалаб 52’ · Константин 78’ | (Репортажа) |             | Осака, Стадион Нагаји Судија: Иштван Жолт (Мађарска) Гледалаца: 10.000 |

## Кошарка
Спортиста — 12
Чланови олимпијске кошаркашке репрезентације Југославије
- Слободан Гордић, Радивоје Кораћ, Трајко Рајковић, Драган Ковачић, Јосип Ђерђа, Драгослав Ражњатовић, Иво Данеу, Звонимир Петричевић, Витал Еиселт, Владимир Цветковић, Немања Ђурић и Миодраг Николић.

У конкуренцији 16 земаља које су учествовале на олимпијском кошаркашком турниру, Југославија је заузела седмо место. Југославија је играла у групи Б где је заузела треће место и квалификовала се у полуфиналну групу, где је у разигравању у утакмицама од петог до осмог места са једним поразом и једном победом освојила седмо место у укупном пласману. Репрезентација Југославије је на девет утакмица остварила шест победа и доживела три пораза, постигла 670 кошева а примила 583. Просек постигнутих кошева Југославије је био 74,4 по утакмици према 64,7 примљених и позитивна кош разлика од 87 кошева.
Резултати
Квалификациона група Б
- Југославија –  Уругвај 84 : 71
- Југославија –  Бразил 64 : 68
- Југославија –  Аустралија 74 : 70
- Југославија –  Перу 73 : 64
- Југославија –  Сједињене Државе 61 : 69
- Југославија –  Јужна Кореја 99 : 66
- Југославија –  Финска 74 : 45

Полуфинална рунда за позиције од 5 до 8 места
- Југославија –  Италија 63 : 75

Разигравање за 7 и 8 место
- Југославија –  Уругвај 78 : 55

## Пливање
Спортиста — 2
| Спортиста          | Дисциплина | Група    | Група           | Полуфинале       | Полуфинале       | Финале           | Финале           | Детаљи   |
| Спортиста          | Дисциплина | Резултат | Место           | Резултат         | Место            | Резултат         | Место            | Детаљи   |
| ------------------ | ---------- | -------- | --------------- | ---------------- | ---------------- | ---------------- | ---------------- | -------- |
| Вељко Рогошић      | 400 м      | 5:11.0   | 6п. 1гр. 1/2кв. | Није се пласирао | Није се пласирао | Није се пласирао | Није се пласирао | 21. поз. |
| Вељко Рогошић      | 1.500 м    | 18:05,5  | 2п. 4г. 1/2кв   | Није се пласирао | Није се пласирао | Није се пласирао | Није се пласирао | 9. поз.  |
| Слободан Дијаковић | 400 м      | 4:41.0   | 5п. 5г. 1/2кв   | Није се пласирао | Није се пласирао | Није се пласирао | Није се пласирао | 26. поз. |
| Слободан Дијаковић | 1.500 м    | 18:31.2  | 6п. 2г. 1/2кв   | Није се пласирао | Није се пласирао | Није се пласирао | Није се пласирао | 33. поз. |

## Атлетика
Спортиста — 9 (6 мушких и 3 женске такм.)
Тркачке и техничке дисциплине
| Спортиста         | Дисциплина     | Група    | Група           | Полуфинале       | Полуфинале       | Финале            | Финале            | Детаљи   |
| Спортиста         | Дисциплина     | Резултат | Место           | Резултат         | Место            | Резултат          | Место             | Детаљи   |
| ----------------- | -------------- | -------- | --------------- | ---------------- | ---------------- | ----------------- | ----------------- | -------- |
| Симо Важић        | 1.500 м        | 3:43,7   | 5п. 4гр. 1/4кв. | 3:48.3           | 9п. 2гр. 1/2кв.  | Није се пласирао  | Није се пласирао  | 18. поз. |
| Симо Важић        | 5.000 м        | 14:33.8  | 9п. 4г. кв.     | Није се пласирао | Није се пласирао | Није се пласирао  | Није се пласирао  | 36. поз. |
| Франц Черван      | 5.000 м        | 14:16.6  | 7п. 3г. кв      | Није се пласирао | Није се пласирао | Није се пласирао  | Није се пласирао  | 27. поз. |
| Франц Черван      | 10.000 м       |          |                 |                  |                  | 29:21.0           | 10                |          |
| Џани Ковач        | 400 м          | Дискв.   | 2гр. 1/3кв.     | Дисквалификован  | Дисквалификован  | Дисквалификован   | Дисквалификован   |          |
| Славко Шпан       | 3.000 м        | 8:57,6   | 6п. 1г. 1/2кв.  | Није се пласирао | Није се пласирао | Није се пласирао  | Није се пласирао  | 16. поз. |
| Роман Лешек       | Скок са мотком |          |                 |                  |                  | 4,70 м            | 13                |          |
| Дарко Радошевић   | Бацање диска   |          |                 |                  |                  | 52,71 м           | 16                |          |
| Гизела Фаркаш     | 800 м          | 2:08.7   | 4п. 3гр. 1/4кв. | 2:09.9           | 7п. 2гр. 1/2кв.  | Није се пласирала | Није се пласирала | 14. поз. |
| Драга Стамејчић   | 80 м препоне   | 10,8     | 4п. 4гр. 1/4кв. | 10,7             | 2п. 3гр. 1/2кв.  | 10,86             | 7.                |          |
| Драга Стамејчић   | Петобој        |          |                 |                  |                  | 4,790             | 5.                |          |
| Олга Гере - Пулић | Скок увис      |          |                 | 1,70 м           | 9                | 1,71 м            | 7                 |          |

## Кајак и кану
Спортиста — 4
| Спортиста  | Дисциплина | Група    | Група           | Полуфинале | Полуфинале      | Финале   | Финале | Детаљи |
| Спортиста  | Дисциплина | Резултат | Место           | Резултат   | Место           | Резултат | Место  | Детаљи |
| ---------- | ---------- | -------- | --------------- | ---------- | --------------- | -------- | ------ | ------ |
| Четворосед | 1.000 м    | 3:20.30  | 3п. 2гр. 1/4кв. | 3:27.84    | 2п. 1гр. 1/2кв. | 3:19.79  | 8.     |        |

## Веслање
Спортиста — 11
| Спортиста             | Дисциплина | Репасаж 1 | Репасаж 1       | Репасаж 2 | Репасаж 2       | Финале            | Финале            | Детаљи   |
| Спортиста             | Дисциплина | Резултат  | Место           | Резултат  | Место           | Резултат          | Место             | Детаљи   |
| --------------------- | ---------- | --------- | --------------- | --------- | --------------- | ----------------- | ----------------- | -------- |
| Двојац са кормиларем  | Веслање    | 8:20.33   | 4п. 2гр. 1/4кв. | 7:40.89   | 4п. 2гр. 1/2кв. | Нису се пласирали | Нису се пласирали | 14. поз. |
| Осмерац са кормиларем | Веслање    | 6:02.43   | 4п. 1гр. 1/4кв. | 5:59.23   | 1п. 3гр. 1/2кв. | 6:27.15           | 4.                |          |